# Május

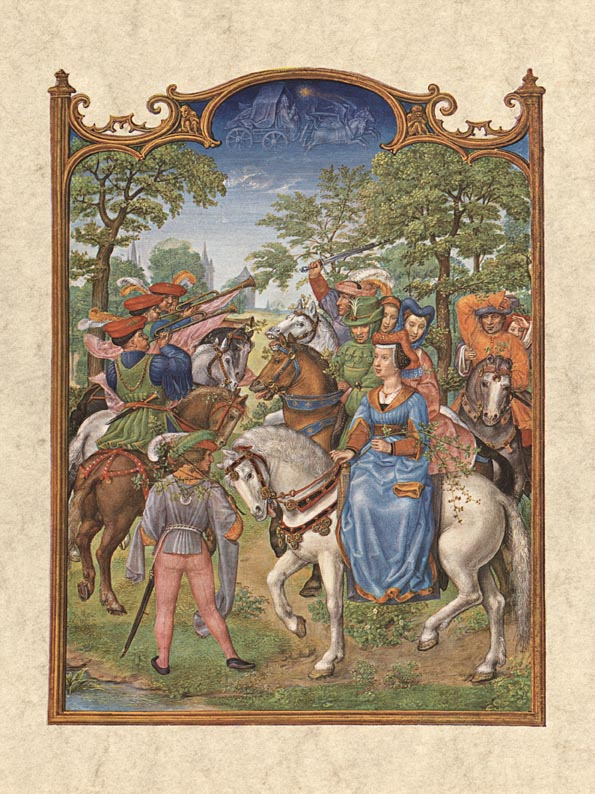
Május a Grimani Breviáriumban

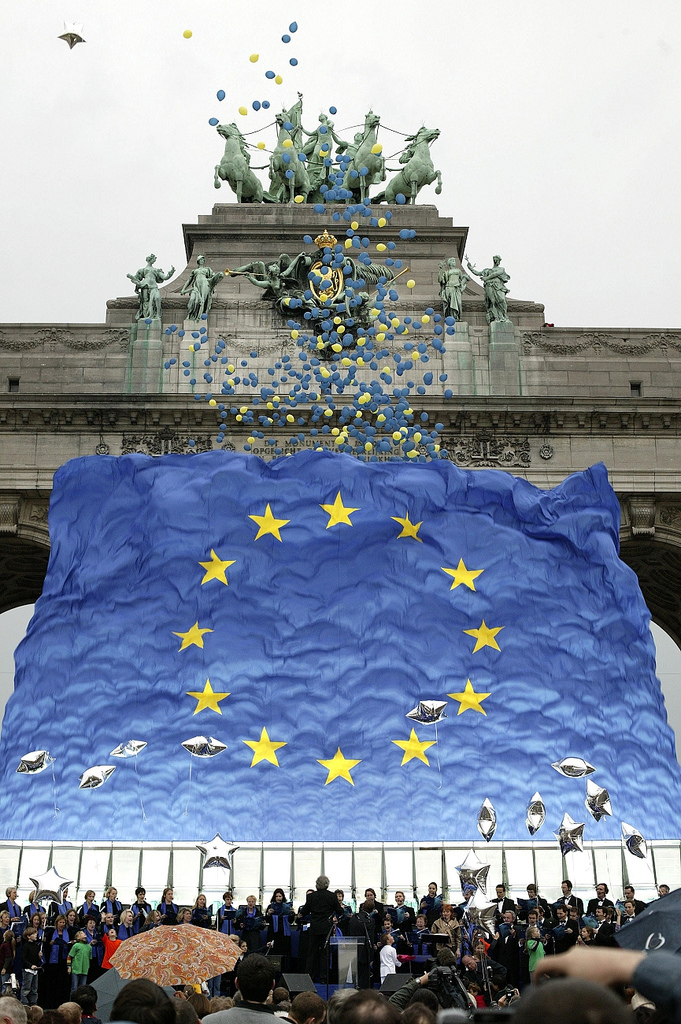
Az Európa-nap ünneplése Brüsszelben 2006. május 9-én

Május az év ötödik hónapja a Gergely-naptárban, 31 napos. Nevét Maia görög istennő római alakjáról, Maia Maiestasról kapta, aki ősi termékenységistennő volt a római mitológiában. A 18. századi nyelvújítók szerint a május: zöldönös. A népi kalendárium Pünkösd havának nevezi. Az Ikrek havának is nevezik.
Május a  Szűz Mária szentelt hónapja.

## Május eseményei
- május 1.: 
  - A munka ünnepe. A munkavállalók szolidaritási napja
  - Kazahsztán: az egység napja
  - Lettország: az alkotmány napja
  - Marshall-szigetek: az alkotmány és a függetlenség napja
- május 2.:
  - Szlovénia – a munka ünnepe második napja (munkaszüneti nap)
  - A papi hivatások világnapja
- május 3.:
  - Nemzetközi sajtószabadság napja
  - Japán: az alkotmány ünnepe
  - Lengyelország: az alkotmány ünnepe
- május 4.:
  - A magyar Tűzoltók napja
  - Szent Flórián napja
  - Afganisztán: a mártírok emléknapja
  - Hollandia: nemzeti emléknap
  - Kína: az ifjúság ünnepe
  - Lesotho: a hősök napja
  - Lettország nemzeti ünnepe
  - Spanyolország: baszk nemzeti nap
  - Szenegál: a függetlenség napja
  - USA: a tanár ünnepe
- május 5.: 
  - Cinco de Mayo
  - Esélyegyenlőség napja
  - Hollandia: a felszabadulás napja, a német csapatok 1945-ös kapitulációja
  - Észak-Korea: Buddha születésnapja, gyermeknap
  - Kirgizisztán: az alkotmány napja
  - Thaiföld: a király koronázásának napja (X. Rama király, Maha Vajiralongkorn)
- május 6.: 
  - a magyar sport napja
  - A felelős állattartás napja Magyarországon
  - Bulgária: a fegyveres erők napja
  - Libanon, Szíria: Mártírok napja
  - Jászok Napja (Jászjákóhalma)
  - Kiskunhalas napja
- május 7.: 
  - Makó város napja
- május 8.: 
  - Nemzetközi Vöröskereszt és Vörös Félhold napja
- A Nemzetközi Vöröskereszt napja.
  - A Győzelem Napja Európában
  - Japán, Tajvan: anyák napja
  - Brunei: a fegyveres erők napja
- május 9.: 
  - Az Európai Unió Ünnepe
  - Oroszország és a szovjet utódállamok: a győzelem napja
- május 10.:
  - A Mentők napja Magyarországon
  - Madarak és fák napja Magyarországon
  - Mikronézia: az alkotmány napja
  - A szívférgesség napja Magyarországon (2017)
- május 11.:
  - Miskolc ünnepe
  - Boldog Salkaházi Sára emléknapja
  - A közlekedési kultúra napja. (Magyarországon 2015 óta)
  - Puerto Rico: anyák napja
- május 12.:
  - Ápolók nemzetközi napja
- május 13.:
  - Az Egészség és Biztonság nemzetközi napja a bányaiparban.
- május 14.: 
  - Libéria: Újraegyesítés napja
  - Paraguay: a függetlenség napja, két napos ünnep

- május 15.: 
  - Az Állat- és Növényszeretet  Napja Magyarországon,– amely a Fővárosi Állat- és Növénykert kezdeményezésére indult.
  - 1994 óta az ENSZ kezdeményezésére a család nemzetközi napja.
  - A Szlovákiai magyarok emléknapja
  - Paraguay: a függetlenség napja, 2. nap
- május 17.:
- . 1973 óta a távközlés, majd 2005 óta az információs társadalom világnapja (World Information Society Day)
  - Homofóbia, transzfóbia és bifóbia elleni világnap
  - Hipertónia Világnap (World Hypertension Day
  - Norvégia: az alkotmány napja
  - Nauru: az alkotmány napja
- május 18.: 
  - Internet világnap
  - Múzeumi világnap
  - A földtani természetvédelem napja
  - Türkmenisztán: az újjászületés és az egység napja
  - Haiti: a zászló napja
  - Örményország: a függetlenség napja (1918)
- május 19.:
  - Vietnám: Ho Si Minh születésnapja
- május 20.: 
  - A méhek világnapja 2018 óta
  - Kamerun: a függetlenség napja
  - Kelet-Timor: a függetlenség napja
- május 21.:
  - Szeged napja. III. Károly 1719-ben ezen a napon nyilvánította Szegedet szabad királyi várossá.
  - A magyar Honvédelem napja
  - Chile nemzeti ünnepe
- május 22.: 
  - a biológiai sokféleség (biodiverzitás) nemzetközi napja
  - Jemen: az egyesülés napja
- május 23.: 
  - Jamaica: a munka ünnepe
  - Marokkó nemzeti ünnepe
- május 24.:
  - az európai nemzeti parkok napja
  - A Cirill ábécé emléknapja több országban. Bulgáriaban nemzeti ünnep, A szláv írásbeliség és kultúra napja.
  - Kali Sara ünnepe (Saint-Maries-de-la-Meer (Provance, Franciaország), nemzetközi roma ünnep.
  - Eritrea: a függetlenség napja (1993)
  - Bermuda: Bermuda nap
- május 25.:
- „Törülközőnap”, Douglas Adams angol író (Galaxis útikalauz stopposoknak) emlékére.
- Afrika felszabadulásának napja
- Argentína: az 1810. évi májusi forradalom évfordulója
- Jordánia: a függetlenség napja
- május 26.: 
  - Grúzia: a függetlenség napja (1918)
  - Guyana: a függetlenség napja
- május 27.: 
  - A Sürgősségi Orvostan Európai Napja
  - Guadeloupe: a rabszolgaság eltörlésének napja
  - Ukrajna: Kijev napja
  - Bolívia: anyák napja
- május 28.:
  - Azerbajzsáni Köztársaság - Nemzeti ünnepe -  a köztársaság napja, 1918
  - Etióp Szövetségi Demokratikus Köztársaság - Nemzeti ünnepe - a győzelem napja 1991
- május 29.:
  - Békefenntartók nemzetközi napja
- május 30.:
  - Horvátország: az államiság napja
  - Nicaragua: anyák napja
- május 31.:
  - Nemdohányzó világnap
  - Brunei: a fegyveres erők napja
- május első vasárnapja: Anyák napja, (az Egyesült Államokban, Kanadában, Ausztráliában és Ausztriában május második vasárnapján ünneplik)
- Anyák napja utáni első hétfő: Anya Nélkül Nevelkedő Gyermekek Napja
- Május első keddje: az asztma világnapja
- Május első pénteke: 
  - Nemzetközi Női Motoros Nap (International Female Ride Day)
  - Nadrágmentes nap
- május harmadik pénteke: A veszélyeztetett fajok világnapja
- május utolsó hétfője: USA: emlékezés napja
- május utolsó keddje: Nemzetközi Tejnap
- május utolsó szerdája: Kihívás Napja
- május utolsó vasárnapja: Gyermeknap, A magyar hősök emlékünnepe
- Húsvét utáni 50. nap: Pünkösd napja. Pünkösd  minden évben május 10-e és június 13-a közé esik.
- Valamelyik vasárnap a Katolikus Tömegtájékoztatás világnapja

## Érdekességek
- A horoszkóp csillagjegyei közül az alábbiak esnek májusra:
  - Bika: (április 20-május 20.) és
  - Ikrek: (május 21-június 20.).
- Május folyamán a Nap az állatöv csillagképei közül a Kos csillagképből a Bika csillagképbe lép.
- A hét ugyanazon napjával kezdődik, mint a következő év januárja.
- Japánban létezik egy úgynevezett „májusi kór” (gogacu-bjó, 五月病) kifejezés, amit akkor használnak, ha egy új diák vagy dolgozó már a kezdőnapon fáradtan és kialvatlanul érkezik az iskolába vagy a munkahelyére.